# Geografija Ruande
Ruanda je država v Vzhodni Afriki, vzhodno od Demokratične republike Kongo, na koordinatah 2°00′J 30°0′V.
S površino 26.338 kvadratnih kilometrov je Ruanda 149. država po velikosti na svetu. Celotna država je na visoki nadmorski višini: najnižja točka je reka Rusizi na 950 metrih nadmorske višine.
Ruanda je v osrednji/vzhodni Afriki in meji na Demokratično republiko Kongo na zahodu, Ugando na severu, Tanzanijo na vzhodu in Burundi na jugu. Leži nekaj stopinj južno od ekvatorja in nima izhoda na morje. Glavno mesto, Kigali je blizu središča Ruande.

## Lastnosti
Razvodnica med glavnima porečjema Konga in Nila poteka od severa proti jugu skozi Ruando, pri čemer se približno 80 % površine države izliva v Nil in 20 % v Kongo preko reke Rusizi. Najdaljša reka v državi je Nyabarongo, ki izvira na jugozahodu, teče proti severu, vzhodu in jugovzhodu, preden se združi z Akanyaru in tvori Kagero; Kagera nato teče proti severu vzdolž vzhodne meje s Tanzanijo. Nyabarongo-Akagera se sčasoma izlije v Viktorijino jezero, njen izvir v gozdu Nyungwe pa je kandidat za še nedoločen skupni izvir Nila.
Ruanda ima veliko jezer, največje je jezero Kivu. To jezero zavzema dno Albertovega tektonskeha jarka vzdolž večjega dela zahodne meje Ruande in je z največjo globino 480 metrov eno izmed dvajsetih najglobljih jezer na svetu. Druga velika jezera so Burera, Ruhondo, Muhazi, Rweru in Ihema, zadnje je največje v nizu jezer v vzhodnih nižinah narodnega parka Akagera.
V osrednji in zahodni Ruandi prevladujejo gore. Te gore so del gorovja Albertovega tektonskega jarka, ki obkroža vejo Velikega tektonskega jarka. Ta veja poteka od severa proti jugu vzdolž zahodne meje Ruande. Najvišji vrhovi so v verigi vulkanov Virunga na severozahodu; to vključuje goro Karisimbi, najvišjo točko Ruande, s 4507 metri.
Ta zahodni del Ruande, ki leži znotraj ekoregije gorskih gozdov Albertovega tektonskega jarka, ima nadmorsko višino od 1500 do 2500 metrov. Središče države je pretežno gričevnato, medtem ko vzhodno mejno območje sestavljajo savane, planote in močvirja.
Ruanda ima tropsko savansko podnebje in subtropsko visokogorsko podnebje (Köppnova podnebna klasifikacija Aw in Cwb/Cfb), z mokro in suho sezono. Ima zmerno tropsko visokogorsko podnebje z nižjimi temperaturami, kot so značilne za ekvatorialne države zaradi svoje visoke nadmorske višine. Kigali, v središču države, ima tipično dnevno temperaturno območje med 12 in 27 °C, z majhnimi spremembami skozi leto. Po državi so nekatera temperaturna nihanja; gorata zahod in sever sta na splošno hladnejša od nižje ležečega vzhoda.
V letu sta dve deževni dobi. Prva poteka od februarja do junija, druga pa od septembra do decembra. Te ločita dve sušni dobi: glavna od junija do septembra, v kateri pogosto sploh ni dežja, ter krajša in manj huda od decembra do februarja. Padavine se geografsko razlikujejo, pri čemer zahod in severozahod države prejmeta več padavin letno kot vzhod in jugovzhod.
Projekcije v vzhodni Afriki kažejo, da se bodo temperature predvidoma dvignile in bodo do leta 2100 med 1,8 in 4,3 ° višje od povprečja v letih 1980–1999.

## Politična geografija
Ruanda meji na Burundi 290 km, Demokratično republiko Kongo 217 km, Tanzanijo 217 km in Ugando 169 km. 

## Fizična geografija
Ruanda ima površino 26 tisoč kvadratnih kilometrov, od tega je 3 odstotke voda.

### Naravni viri
Ruanda ima naslednje naravne vire: zlato, kasiterit (kositrna ruda), volframit (volframova ruda), kolumbit-tantalit (tantalova in niobijeva ruda), metan, hidro-električna energija, kava, čaj, njive.
Uporaba zemlje v Ruandi je večinoma za obdelovalno zemljo in druge namene. 40 km² zemlje v Ruandi je namakanih. Spodnja tabela opisuje rabo zemljišč v Ruandi od leta 2011.
| Raba          | Odstotek površine |
| ------------- | ----------------- |
| njive         | 46.32             |
| trajni nasadi | 9.49              |
| drugo         | 44.19             |

## Okolje
Naravne nevarnosti v Ruandi so občasne suše in vulkanska aktivnost gorovja Virunga, ki leži na severozahodu države, ob meji z Demokratično republiko Kongo.

### Aktualna vprašanja
Aktualna vprašanja v zvezi z okoljem v Ruandi so: posledica nenadzorovanega krčenja gozdov za gorivo, prekomerna paša, izčrpanost tal.

## Mednarodni sporazumi
Ruanda je podpisnica naslednjih mednarodnih sporazumov:
- Biotska raznovrstnost
- Okvirna konvencija Združenih narodov o spremembi podnebja
- Kjotski protokol
- Dezertifikacija
- Svetovna zveza za varstvo narave
- Nevarni odpadki
- Pogodba o celoviti prepovedi jedrskih poskusov
- Montrealski protokol
- Mokrišča[19]

Ruanda je podpisala, vendar ne ratificirala konvencije Združenih narodov o pomorskem pravu.

## Ekstremne točke
To je seznam skrajnih točk Ruande, točk, ki so bolj severno, južno, vzhodno ali zahodno kot katera koli druga lokacija.
- Najsevernejša točka – neimenovana lokacija na meji z Ugando takoj severozahodno od vasi Kagitumba, vzhodna provinca
- Skrajna vzhodna točka – neimenovana lokacija na meji s Tanzanijo v reki Kagera, vzhodna provinca
- Najjužnejša točka – neimenovana lokacija na meji z Burundijem, južna provinca
- Najzahodnejša točka – neimenovana lokacija na meji z Demokratično republiko Kongo v reki Ruzizi neposredno južno od mesta Bukavu v DR Kongo, zahodna provinca